# 修武通联合县
修武通联合县，中国旧县名。
湘鄂赣苏区设。1933年由江西省修水、武宁及湖北省通山三县析置。以三县首字为名。1934年撤销，仍归各县。